# Lambeth (londýnský obvod)
Městská část Lambeth, oficiální název - London Borough of Lambeth, je městským obvodem na jihu Londýna a je součástí Vnitřního Londýna.

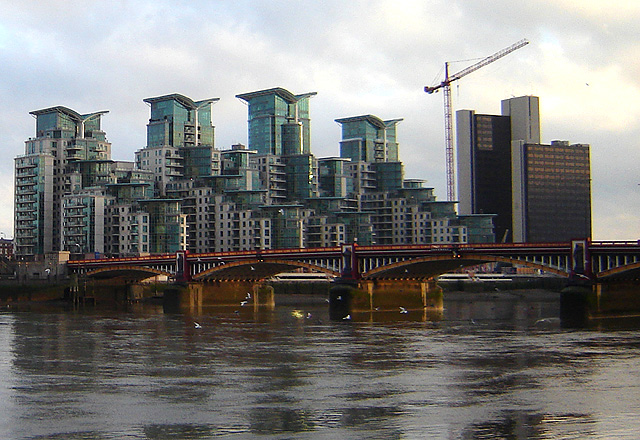
Vauxhalský most

Městská část vznikla v roce 1965 a zahrnuje bývalé části Metropolitan Borough of Lambeth a Streatham a Clapham z Metropolitan Borough of Wandsworth.

## Obvody městské části
- Brixton
- Brixton Hill
- Clapham
- Clapham Park
- Gipsy Hill
- Herne Hill západně od Herne Hill railway station
- Kennington
- Lambeth
- South Bank
- South Lambeth
- Stockwell
- Streatham
- Streatham Hill
- Streatham Vale
- Tulse Hill
- Vauxhall
- West Dulwich západně od Croxted Road
- West Norwood

## Zajímavá místa
- Brockwell Lido
- Brixton Market
- Clapham Common
- County Hall (dříve sídlo GLC)
- Florence Nightingale Museum
- Hayward Gallery
- Imperial War Museum
- Londýnské oko
- Oval cricket ground
- Lambethský palác
- Museum of Garden History
- National Theatre
- Royal Festival Hall
- St Thomas' Hospital
- Streatham Common
- West Norwood Cemetery

## Doprava

### Mosty a tunely
- Hungerfordský most a mosty Golden Jubilee
- Lambethský most
- Westminsterský most
- Vauxhallský most

### Železniční zastávky
- Brixton
- Clapham High Street
- Gipsy Hill
- Herne Hill
- Loughborough Junction
- Streatham
- Streatham Common
- Streatham Hill
- Tulse Hill
- Vauxhall
- Waterloo
- Wandsworth Road
- West Norwood

### Stanice metra
- Brixton
- Clapham Common
- Clapham North
- Clapham South
- Kennington
- Lambeth North
- Oval
- Stockwell
- Vauxhall